# 매입원가 평균법
매입원가 평균법(Dollar cost averaging, DCA, 달러 비용 평균화)는 가치 투자 원칙을 일반 투자에 적용하는 것을 목표로 하는 투자 전략이다. 이 용어는 벤저민 그레이엄(Benjamin Graham)이 자신의 저서 현명한 투자자(The Intelligent Investor)에서 처음으로 사용했다. 그레이엄에 따르면 매입원가 평균법은 "간단히 실무자가 매월 또는 분기마다 동일한 금액을 보통주에 투자하는 것을 의미한다. 이러한 방식으로 그는 시장이 높을 때보다 낮을 때 더 많은 주식을 사며, 그는 결국 그의 모든 보유 자산에 대해 전반적으로 만족스러운 가격을 얻게 된다.
이 기법은 매입한 주식의 평균 비용을 줄일 수 있는 잠재력 때문에 그렇게 불린다. 고정된 금액으로 구매할 수 있는 주식의 수는 가격에 반비례하므로 DCA는 가격이 낮을 때 더 많은 주식을 구매하고, 가격이 비쌀 때 더 적은 주식을 구매하도록 유도한다. 결과적으로 DCA는 투자의 주당 총 평균 비용을 낮춰 투자자가 시간이 지남에 따라 구매한 주식에 대한 전체 비용을 낮출 수 있다. 대체 전략은 매 기간마다 고정된 수의 주식을 구매하거나, 투자에 사용할 수 있는 자금을 저축하고 시장이 낮은 시간, 즉 시장 타이밍에 주식을 구매하려고 시도하는 것이다. DCA를 사용하는 투자자의 주요 이점은 자금을 투자하기에 가장 좋은 시기에 대해 매일 결정을 내릴 필요가 없다는 것이다. 그러나 단순성 및 습관적 또는 자동화된 정기 투자를 촉진한다는 점에서 분명한 이점이 있다.